# Чайка, Артём Юрьевич
Артём Юрьевич Чайка (род. 25 сентября 1975, Свердловск) — российский предприниматель. Кандидат юридических наук.
Единственный владелец «Нерудной компании Бердяуш», которая поставляет щебень для РЖД и фирмы «Сибирский элемент — Рента-К», занимающейся добычей песка в Калужской области. Называется одним из бенефициаров «Тыретского солерудника». Совладелец отеля Pomegranate Wellness Spa Hotel на греческом полуострове Халкидики. В начале 2000-х годов участвовал в захвате Верхнеленского пароходства и выводе судов предприятия из госсобственности. Адвокат коллегии адвокатов «Чаадаев, Хейфец и партнёры». В начале июня 2016 года было замечено, что теперь в Росреестре его имя заменено на кодировку ЛСДУ3. В 2020 году его жена Марина и трое детей обвинили его в домашнем насилии, угрозах и давлении. С 2017 года находится под санкциями США, а с 2023 года — под санкциями всех стран Евросоюза

## Биография

### Происхождение
Родился 25 сентября 1975 года в Свердловске в семье Юрия Чайки (генеральный прокурор России с 2006 по 2020 год).

### Юридическая карьера
В 1997 году окончил юридический факультет Иркутского государственного университета.
В 1998 году был принят в члены Московской городской коллегии адвокатов.
В 2002 году в Институте укрепления законности и правопорядка при Генеральной прокуратуре Российской Федерации, впоследствии преобразованном в Академию Генеральной прокуратуры РФ, защитил диссертацию «Организация взаимодействия предварительного следствия и дознания по расследованию и раскрытию преступлений», получив учёную степень кандидата юридических наук.
С 2003 года — адвокат коллегии адвокатов «Чаадаев, Хейфец и партнёры».

## Коммерческая деятельность и связи с криминалом

### Машина для вымогателей
В марте 1999 года на Рублёво-Успенском шоссе была задержана машина с двумя вымогателями из Ингушетии Ибрагимом Евлоевым и Хункаром Чумаковым. При себе у них были доверенность на машину, выданная Артёмом Чайкой и спецталон, запрещающий досмотр транспорта на имя тогда замгенпрокурора Юрия Чайки. При задержании были изъяты героин, револьвер и граната. Суд признал Евлоева и Чумакова виновными в вымогательстве и грабеже и приговорил к лишению свободы на 6 лет. Вопрос, как у бандитов оказался спецталон от замгенпрокурора и роль в этом Артёма Чайки, на суде не выяснялся.

### Игорное дело
С первых дней расследования «Дела о подмосковных казино», время от времени, всплывало имя сына генерального прокурора Артема Чайки, подобные недружественные проявления официальный представитель Генпрокуратуры РФ Марина Гриднева называла бредом, злые языки говорили, в том числе и на суде, что между Иваном Назаровым, подозреваемым в организации подпольного игорного бизнеса, и сыном прокурора, помимо дружбы, существуют «коррупционные связи», это же утверждалось в фильме «Чайка».

### Верхнеленское пароходство
По данным Фонда борьбы с коррупцией, в декабре 2002 года Артём Чайка и его люди взяли под контроль совет директоров Верхнеленского пароходства. После этого во главе двух из трёх ремонтных баз пароходства встала компания «ОВЛРП», которая принадлежала близким к Чайке бизнесменам и принимала решения в интересах своих владельцев, а не государства.
Из материалов Счётной палаты:

 В акционерном обществе с долей государства в 51 % уставного капитала, состоящем в перечне стратегически значимых предприятий, указанная компания, при полном отсутствии юридических оснований, взяла самозванно на себя функции «управляющей компании». […] Проверкой установлено, что никакой доверенности от Минимущества России ООО «ОВЛРП» не имело и не могло иметь. Однако де-факто, при попустительстве со стороны Минимущества России, ООО «ОВЛРП» охотно и корыстно пользовалось подобным статусом. 
Бывший директор Верхнеленского пароходства Николай Паленный в телеэфире прямо назвал произошедшее рейдерским захватом и обвинил в нём Артёма Чайку. Через два дня после записи передачи Паленный был найден повешенным. Официальная причина смерти — самоубийство. В 2012 году «Новая газета» опубликовала материалы, согласно которым тело Паленного было найдено в положении «на коленях», его руки были связаны бельевым шнуром, а след на шее, по данным судмедэксперта, мог остаться только от удушения, а не повешения.
Получив контроль над предприятием, новые управляющие стали выводить из госсобственности суда в интересах компаний и людей, связанных с Артёмом Чайкой. В частности, в 2003 году в результате сговора между фирмой-арендатором судов и людьми из «ОВЛРП», 16 судов перешли в собственность конно-спортивного клуба «Серафимово», который принадлежит партнёрам Артёма Чайки. Как минимум одно из этих судов за следующий год по сложной схеме стало собственностью панамского офшора Westoflex S.A. Ещё 7 судов были проданы мальтийским офшорам по цене в 3 раза ниже рыночной — за $140–160 тыс. вместо $440–450 тыс., которые могло бы получить за них государство.

### Отель в Греции
В 2013 году, по сведениям ФБК, Артём Чайка вместе с бывшей женой Геннадия Лопатина, заместителя Юрия Чайки, Ольгой купил гостиницу Portes Palace на греческом полуострове Халкидики. В мае 2014 года на месте бывшей гостиницы появился новый отель Pomegranate Wellness Spa Hotel. В церемонии его открытия участвовали многочисленные VIP-гости из России, в частности, бизнесмен Самвел Карапетян, сенатор от Кабардино-Балкарии Арсен Каноков, певец Филипп Киркоров и министр культуры Владимир Мединский. По данным СМИ реконструкция отеля обошлась минимум в 25 млн евро. В мае 2015 года Чайка и Лопатина через свою компанию купили ещё один отель на Халкидики рядом с первым. Сделка обошлась в 14 млн €. Там же, на Халкидики была построена собственная вилла Артёма Чайки с видом на гору Афон, а также расположена вилла Ольги Лопатиной. Лопатина, помимо бизнеса и недвижимости в Греции, владеет 25 % ООО «Сахар Кубани» вместе с Анжелой-Марией Цапок, женой осуждённого на пожизненный срок лидера Кущёвской ОПГ Сергея Цапка, Натальей Цеповяз, женой сообщника Цапка Вячеслава Цеповяза и Надеждой Староверовой, женой экс-управделами прокуратуры Алексея Староверова, в доме у которого задержали участников убившей 14 человек банды «ГТА».

### Песок и щебень
Чайка является единственным владельцем компании «Сибирский элемент — Рента-К», которая занимается добычей песка на Обуховском месторождении в Калужской области. Рядом с этим месторождением расположен Мостовский песчаный карьер, у которого после появления конкурента начались прокурорские проверки и в итоге отозвали лицензию. Прокурором Калужской области в это время был Александр Гулягин, сын заместителя генпрокурора Юрия Гулагина, подчинённого Юрия Чайки. Желание избавиться от конкурента может быть связано с недавно начавшейся недалеко от карьеров реконструкцией Киевского шоссе.
В феврале того же года он приобрел 100 % «Нерудной компании Бердяуш», поставляющей щебень, именно эта никому не известная компания из Челябинской области приобрела в июне 2014 года контрольный пакет «дочки» РЖД и её крупнейшего поставщика щебня, обойдя лидера отрасли «Национальную нерудную компанию» Юрия Жукова, которую к конкурсу не допустили. В 2013—2016 гг. запланировано поставок на 7,5 млрд руб. для «Российских железных дорог». В июне 2014 года компания Чайки выиграла аукцион по приобретению 75 % «Первой нерудной компании», основного поставщика щебня для РЖД. При этом одну из крупнейших в отрасли «Национальную нерудную компанию» к конкурсу не допустили. Подобные недружественные действия относительно конкурентов в сочетании с подозрительной активностью местной прокуратуры, на фоне оправданий отца Артема: «Я никуда их не пристраивал, оба сами создавали свой бизнес. С нуля! И младший, и старший», привели к тому, что в 2017 году «Список Магнитского» пополнился Артемом Чайкой.

### Соль
По данным Фонда борьбы с коррупцией и журнала Forbes Артём Чайка является бенефициаром крупнейшего в Сибири производителя соли — «Тыретского солерудника», расположенного в Иркутской области. При приватизации в 2010 году за рудник боролись крупнейшие игроки рынка, но конкурс выиграла никому не известная, созданная за два месяца до этого компания «Солидарность». Её единственным учредителем являлся Николай Кульгаев, который фигурировал в деле подмосковных прокуроров как человек, связанный с Артёмом Чайкой. В 2013 году «Тыретский солерудник» выиграл конкурс на разработку Воробьёвского месторождения каменной соли в Калужской области. В конкурсе хотели участвовать все крупнейшие участники рынка, но допустили помимо «Тыретского солерудника» только малоизвестную компанию «Малоярославецкий солепромысел» из Калуги. Среди его совладельцев была некая Елизавета Березина. Она также входила в число учредителей ООО «АЛГ», половина которой до 2013 года числилась за Игорем Чайкой, младшим братом Артёма. Артём Чайка участвовал в презентации месторождения и в закладке капсулы времени вместе с губернатором Калужской области Анатолием Артамоновым.

### Дом и виза в Швейцарии
В сентябре 2014 года Артём Чайка купил за 2,7 млн франков дом в Швейцарии и оформил в этой стране резидентский статус. При этом в качестве места регистрации, чтобы не указывать настоящий адрес, он использует адрес своего знакомого Богдана Лисуренко. Через полгода Артём Чайка приобрел у своего брата Игоря около 40 % акций швейцарской юридической компании F.T. Conseils. Партнёром Чаек является консультант и специалист по получению виз в Швейцарии Франсуа Тарен. В 90-х он помог купить виллу и оформить швейцарскую визу Сергею Михайлову (по прозвищу Михась), ранее известному «лидеру» Солнцевской ОПГ.

### Строительство
Артём Чайка владеет 27 % компании «Георесурс», которая занимается строительством крупного торгового центра в Мытищах. Остальную часть компании контролирует семья миллиардера и владельца ГК «Ташир» Самвела Карапетяна. Объём инвестиций оценивается в $300 млн.

### Расследование Фонда борьбы с коррупцией
1 декабря 2015 года Фонд борьбы с коррупцией и политик Алексей Навальный опубликовали расследование о деятельности Артёма Чайки и сотрудников прокуратуры. В нём утверждается, что структуры Артёма Чайки участвовали в рейдерском захвате Верхнеленского пароходства, фиктивных аукционах по продаже Тыретского солерудника и Воробьёвского месторождения соли и других криминальных схемах. Также утверждается, что Чайка владеет отелем в Греции, а его партнёр по этому бизнесу Ольга Лопатина, бывшая жена замгенпрокурора Геннадия Лопатина, вела дела вместе с жёнами Сергея Цапка и Вячеслава Цеповяза, бандитов из Кущёвской ОПГ. Новая газета проверила сведения, указанные в расследовании, и подтвердила их. Фонд борьбы с коррупцией после публикации расследования потребовали отставки руководства генпрокуратуры. Пресс-секретарь Владимира Путина Дмитрий Песков 1 декабря сказал, что в Кремле «не видели» расследования, а на следующий день — что они «не успели прочитать».

## Санкции
21 декабря 2017 года Артём Чайка внесён в санкционный список «против нарушителей прав человека и коррупционеров по всему миру» в рамках «списка Магнитского» так как он «использовал положение своего отца чтобы незаконно выигрывать государственные контракты и оказывать давление на бизнес-конкурентов».
23 июня 2023 года, на фоне вторжения России на Украину, Чайка включён в санкционный список стран Евросоюза так как он оказывает материальную поддержку и получает выгоду от правительства России, которое несет ответственность за аннексию Крыма и дестабилизацию Украины, а также за связь с Рамзаном Кадыровым:

Он построил свой бизнес в основном на основе государственных контрактов в период, когда его отец был Генеральным прокурором. Компании Артема Чайки неоднократно выигрывали государственные закупки и тендеры благодаря устранению конкурентов правоохранительными органами.  Артем Чайка является владельцем компании "ПНК-Урал", крупнейшего поставщика щебня для РЖД.— «Официальный журнал Европейского союза», Брюссель, 23 июня 2023 года
По аналогичным основаниям находится в санкционных списках Австралии, Украины, Великобритании, Канады и Швейцарии.

## Семья
Отец — Юрий Яковлевич Чайка (род. 1951), министр юстиции РФ (1999—2006), генеральный прокурор РФ (2006—2020), полномочный представитель Президента РФ в СКФО (с 2020 года). Мать — Елена Григорьевна Чайка (род. 1952) — педагог, сейчас на пенсии.
Брат — Игорь Чайка (род. 1988), предприниматель, занимается бизнесом с РЖД и другими госструктурами. Портфель заказов связанных с ним компаний составляет 318 млрд руб. С февраля 2014 года по июль 2015 года Игорь Чайка являлся советником губернатора Московской области Андрея Воробьёва по культуре, спорту, туризму и молодёжной политике. В Росреестре его имя было заменено кодировкой ЙФЯУ9.
На протяжении 21 года состоял в браке с супругой Мариной; в семье родилось четверо детей. В 2020 году Марина Чайка заявила о разводе с Артёмом. После угроз и шантажа со стороны мужа она выступила с видеообращением, в котором попросила Артёма Чайку дать ей развод и вернуть ей паспорт. 30 июля 2020 года мировой судья расторг брак, Артём Чайка не согласился с решением и подал апелляцию.

## Награды
- Почётная грамота Правительства Российской Федерации (15 августа 2025 года) — за заслуги в укреплении и развитии экономического сотрудничества Российской Федерации с зарубежными странами[31]